# Zvonko Kusić
Zvonko Kusić (Zagreb, 14. lipnja 1946.), posebni savjetnik predsjednika Vlade Republike Hrvatske za društvena pitanja, predsjednik Upravnog odbora Zaklade Hrvatske akademije znanosti i umjetnosti i Hrvatskog povjerenstva za UNESCO, predsjednik Hrvatske akademije znanosti i umjetnosti od 2011. do 2018., dugogodišnji redoviti profesor onkologije i nuklearne medicine na Medicinskom fakultetu Sveučilišta u Zagrebu i predstojnik Klinike za onkologiju i nuklearnu medicinu Kliničke bolnice "Sestre milosrdnice" te nekadašnji dekan Medicinskog fakulteta i ravnatelj  Kliničke bolnice "Sestre milosrdnice", professor emeritus Sveučilišta u Zagrebu.  

## Životopis
Akademik Zvonko Kusić rođen je 14. lipnja 1946. u Zagrebu. Redoviti je član Hrvatske akademije znanosti i umjetnosti (HAZU) od 2000. g. (član suradnik od 1992.). Bio je tajnik Razreda za medicinske znanosti i član Predsjedništva HAZU u razdoblju 2004. – 2010. te predsjednik HAZU od 2011. do 2018. Liječnik je, diplomirao je i doktorirao na Medicinskom fakultetu u Zagrebu, specijalist je nuklearne medicine te specijalist radioterapije. Bio je ravnatelj Kliničke bolnice „Sestre milosrdnice“ i dekan Medicinskog fakulteta u Zagrebu, kao i predsjednik Upravnog vijeća poliklinike "Aviva". 
Od 2019. predsjednik je Upravnoga odbora Zaklade Hrvatske akademije znanosti i umjetnosti. Voditelj je Odbora za genomiku i proteomiku u onkologiji i voditelj Zavoda za imunologiju i genetiku tumora HAZU.
Stručno usavršavanje i gostujući profesor: Guy's Hospital, London, Michigan University, Ann Arbor, Cornell University, New York, Cincinnati Medical Center, National Institute of Health, Bethesda, USA. Pohađao:  M. S. Course in Nuclear Medicine, London, American Thyroid Association Postgraduate Program, New York i Mayo Clinic Endocrine Course.
Inicijator je osnivanja i predsjednik Hrvatskoga društva za štitnjaču, voditelj Referentnog centra za bolesti štitnjače i predsjednik Komisije za suzbijanje gušavosti Ministarstva zdravstva od 1992. g. Inicijator je novoga Zakona o jodiranju soli 1996. g., što je dovelo do eliminacije gušavosti i drugih poremećaja uzrokovanih nedostatkom joda od kojih je najvažnije zaostajanje u psihomotornom razvoju, što je od neprocjenjivog značenja za svaku populaciju. Time se je Hrvatska uvrstila među države koje su najuspješnije riješile ovaj važan javnozdravstveni problem, što je međunarodno priznato od strane International Council for Control of Iodine Deficiency Disorders (ICCIDD).
Predsjednik je Savjeta Hrvatske zaklade za znanost, Državnog povjereništva za odlikovanja i priznanja Republike Hrvatske, Odbora “Nagrade Vladimir Nazor” i Natječajnog povjerenstva nacionalnog programa stipendiranja Žene u znanosti. Bio je i predsjednik Etičkog povjerenstva za izbor zastupnika u Hrvatski sabor, te za izbor zastupnika RH u Europski parlament.
Član je Upravnog odbora Hrvatskog onkološkog društva, Američko-hrvatske onkološke radne skupine (US-Croatian Oncology Task Force), Povjerenstva za izradu prijedloga modela restrukturiranja javnih znanstvenih instituta u RH, Povjerenstva za izradu Nacionalnog plana za borbu protiv zloćudnih bolesti, Gospodarskog savjeta Nastavnog zavoda za javno zdravstvo "Dr. Andrija Štampar", Uredničkog odbora časopisa Annals of Thyroid Research, Odbora za podjelu državnih nagrada za znanost i Posebnog stručnog povjerenstva za provedbu Strategije obrazovanja, znanosti i tehnologije i koordinaciju strategija i djelovanja na području obrazovanja i znanosti.
Bio je pomoćnik, zamjenik i ravnatelj Kliničke bolnice »Sestre milosrdnice« u Zagrebu. Na Medicinskom fakultetu u Zagrebu bio je prodekan i dekan. Bio je: savjetnik Ministarstva zdravstva, predsjednik Područnog vijeća za biomedicinske znanosti Ministarstva znanosti, član Matičnog povjerenstva Rektorskog zbora, član Upravnoga vijeća Sveučilišta u Zagrebu, predsjednik Upravnoga vijeća Klinike za tumore, predsjednik Upravnoga vijeća Sveučilišne klinike za dijabetes, endokrinologiju i bolesti metabolizma Vuk Vrhovac, predsjednik Upravnoga vijeća Visoke zdravstvene škole,  član Upravnoga vijeća Ustanove za hitnu medicinsku pomoć, član Nacionalnog koordinacijskog tijela za izradu Strategije obrazovanja, znanosti i tehnologije, član Upravnog odbora Nacionalne zaklade za potporu učeničkom i studentskom standardu te potpredsjednik Upravnoga odbora Nacionalne zaklade za znanost, visoko školstvo i tehnologijski razvoj Republike Hrvatske.
Područje stručnog i znanstvenog rada mu je nuklearna medicina i onkologija, a uže područje etiologija, dijagnostika, liječenje i prevencija bolesti štitnjače, osobito malignih tumora. U tom području ostvario je trajnu i uspješnu suradnju s najprestižnijim medicinskim centrima i organizacijama te vodećim stručnjacima i znanstvenicima u svijetu (William Beierwaltes, David Becker, Eugen Saenger, Richard Benua, François Delange i dr.).
Rukovodio je Klinikom u kojoj djeluju četiri katedre i tri referentna centra Ministarstva zdravstva: za bolesti štitnjače,  za melanom, te za imunodijagnostiku i imunoterapiju zloćudnih solidnih tumora.
Objavio je preko 800 stručnih i znanstvenih publikacija, od kojih je značajan dio indeksiran u tercijarnim publikacijama i citiran. Autor je ili urednik više stručnih i znanstvenih knjiga, enciklopedijskih izdanja i udžbenika. Bio je glavni istraživač niza domaćih i značajnih međunarodnih znanstveno-istraživačkih projekata (u suradnji s Department of Health and Human Services, Food and Drug Administration - FDA, USA, International Atomic Energy Agency - IAEA, European Organisation for Research and Treatment of Cancer - EORTC, UNICEF, ICCIDD i dr.) te mentor 29 obranjenih magisterija i doktorata.
Bio je mentor u istraživačkom radu niza uglednih znanstvenika i stručnjaka koji su postali sveučilišni profesori i voditelji različitih zavoda i katedri. Održao je niz pozivnih predavanja na međunarodnim skupovima. Osnovao je jedno stručno društvo Hrvatskoga liječničkog zbora, inicijator osnivanja tri referentna centra Ministarstva zdravstva, jednog istraživačkog instituta i sudjelovao u osnivanju dviju katedra.
Član je brojnih stručnih i znanstvenih udruženja u zemlji i inozemstvu te predstavnik Hrvatske u International Council for Control of Iodine Deficiency Disorders. Od 1995. do 2010. bio je glavni urednik međunarodno indeksiranoga časopisa Acta Clinica Croatica na engleskom jeziku  (Medline i Science Citation Index Expended), glavni urednik Glasnika Hrvatskoga društva za štitnjaču, zamjenik glavnog urednika časopisa Libri Oncologici i član izdavačkog odbora The Thyroid Gland – Clinical and Experimental. 
Za predsjednika Hrvatske akademije znanosti i umjetnosti izabran je 2010. i 2014., oba puta s više od 90 posto glasova redovitih članova HAZU.
Od 2017. do 2018. bio je predsjednik Vladinog Vijeća za suočavanje s posljedicama vladavine nedemokratskih režima koje je izradilo Dokument dijaloga: Temeljna polazišta i preporuke o posebnom normativnom uređenju simbola, znakovlja i drugih obilježja".
Od 2019. godine posebni je savjetnik predsjednika Vlade Republike Hrvatske za društvena pitanja i predsjednik Hrvatskog povjerenstva za UNESCO.

## Nagrade i priznanja
Dobio je odlikovanje Predsjednika Republike s Redom Danice hrvatske za osobite zasluge u znanosti, nagradu HAZU za doprinos od osobitog i trajnog značenja za Republiku Hrvatsku u području medicinskih znanosti, Državnu nagradu za znanost za životno djelo, Spomenicu domovinske zahvalnosti i Odlikovanje Reda hrvatskoga trolista.

## Vanjske poveznice
Mrežna mjesta
- Zvonko Kusić: HAZU se otvorila javnosti (intervju)  Arhivirana inačica izvorne stranice od 6. prosinca 2021. (Wayback Machine), www.hkv.hr, 12. lipnja 2014.